# Irv Torgoff
Irving "Irv" Torgoff (nacido el 6 de marzo de 1917 en Brooklyn, Nueva York y fallecido el 21 de octubre de 1993 en Fort Lauderdale, Florida) fue un jugador de baloncesto estadounidense que disputó tres temporadas en la BAA, además de jugar en la NBL y la ABL. Con 1,88 metros de estatura, jugaba en la posición de alero.

## Trayectoria deportiva

### Universidad
Jugó durante tres temporadas con los Blackbirds de la Universidad de Long Island. En la temporada 1937-38 fue el máximo anotador del Área Metropolitana de Nueva York, con 273 puntos, y al año siguiente fue elegido en el equipo consensuado All-American, y galardonado con el Premio Haggerty al mejor jugador del área de Nueva York, tras derrotar en la final del NIT a los Loyola Ramblers, con 12 puntos de Torgoff y un promedio a lo largo del torneo de 10,0 por partido.

### Profesional
Comenzó su carrera profesional en 1939 en los Detroit Eagles de la NBL, donde jugó una temporada en la que promedió 6,6 puntos por partido. Al año siguiente se unió a los de Philadelphia Sphas de Eddie Gottlieb de la ABL, con los que ganó el campeonato en su primera y tercera temporada, en esta última acabando como quinto mejor anotador de la competición, con 8,0 puntos por partido. Logró un nuevo campeonato, el tercero, en 1945, derrotando en la final a los Baltimore Bullets, promediando 6,5 puntos por partido.
En 1946 fichó por los Washington Capitols de Red Auerbach de la recién creada BAA, con los que en su primera temporada promedió 8,4 puntos por partido. Tras jugar una temporada más en el equipo capitalino, en 1948 fue traspasado junto con John Mahnken a los Baltimore Bullets a cambio de Kleggie Hermsen y Dick Schulz, donde jugó 29 partidos, en los que promedió 4,6 puntos y 1,1 asistencias, antes de ser traspasado de nuevo, esta vez a los Philadelphia Warriors, donde acabó la temporada.
En 1949, ya con 32 años, regresó a la ABL, a los Trenton Tigers, donde jugó sus últimos cinco partidos como profesional, en los que promedió 3,8 puntos.

#### Estadísticas en la BAA

##### Temporada regular
| Temporada | Edad | Equipo                | Liga | Pos. | P   | TIT | MIN | TC  | TCA  | %TC  | 3P | 3PA | %3P | TL  | TLA | %TL  | R.OF. | R.DEF. | REB | ASIS | ROB | TAP | PER | FP  | PTS |
| 1946-47   | 29   | Washington Capitols   | BAA  |      | 58  |     |     | 3.2 | 11.8 | .273 |    |     |     | 2.0 | 2.7 | .730 |       |        |     | 0.5  |     |     |     | 3.0 | 8.4 |
| 1947-48   | 30   | Washington Capitols   | BAA  |      | 47  |     |     | 2.4 | 11.5 | .205 |    |     |     | 2.5 | 3.1 | .813 |       |        |     | 0.7  |     |     |     | 3.3 | 7.2 |
| 1948-49   | 31   | TOTAL                 | BAA  |      | 42  |     |     | 1.4 | 5.4  | .261 |    |     |     | 1.2 | 1.5 | .781 |       |        |     | 1.0  |     |     |     | 2.6 | 4.0 |
| 1948-49   | 31   | Baltimore Bullets     | BAA  |      | 29  |     |     | 1.6 | 6.1  | .253 |    |     |     | 1.5 | 1.9 | .768 |       |        |     | 1.1  |     |     |     | 2.7 | 4.6 |
| 1948-49   | 31   | Philadelphia Warriors | BAA  |      | 13  |     |     | 1.1 | 3.7  | .292 |    |     |     | 0.5 | 0.6 | .875 |       |        |     | 0.9  |     |     |     | 2.5 | 2.7 |
| Total     |      |                       | BAA  |      | 147 |     |     | 2.4 | 9.9  | .246 |    |     |     | 1.9 | 2.5 | .771 |       |        |     | 0.7  |     |     |     | 3.0 | 6.8 |

##### Playoffs
| Temporada | Edad | Equipo                | Liga | Pos. | P | TIT | MIN | TC  | TCA  | %TC  | 3P | 3PA | %3P | TL  | TLA | %TL  | R.OF. | R.DEF. | REB | ASIS | ROB | TAP | PER | FP  | PTS |
| 1946-47   | 29   | Washington Capitols   | BAA  |      | 6 |     |     | 2.2 | 13.5 | .160 |    |     |     | 2.2 | 3.2 | .684 |       |        |     | 0.8  |     |     |     | 3.8 | 6.5 |
| 1948-49   | 31   | Philadelphia Warriors | BAA  |      | 2 |     |     | 0.0 | 1.5  | .000 |    |     |     | 0.0 | 0.0 |      |       |        |     | 1.0  |     |     |     | 1.0 | 0.0 |
| Total     |      |                       | BAA  |      | 8 |     |     | 1.6 | 10.5 | .155 |    |     |     | 1.6 | 2.4 | .684 |       |        |     | 0.9  |     |     |     | 3.1 | 4.9 |